# Gentianaceae
Gentianaceae, las gentianas, es una familia  de fanerógamas con 70 a 80 géneros y de 900 a 1200 especies.

## Características
Las flores son actinomorfas y bisexuales con sépalos fusionados, pétalos y epipétalos estaminados alternos con la corola lobulada. En la base del gineceo hay una glándula discal, y las flores tienen placentación parietal. La inflorescencia es cimosa. El fruto es una cápsula dehiscente septicial, raramente una baya. Semillas pequeñas con endosperma copiosamente aceitoso y un embrión derecho. Sus hábitos varían de pequeños árboles, arbustos y (comúnmente) hierbas. Las plantas son rizomatosas. Hojas opuestas y simples. Ausencia de estípulas. Acumulan usualmente sustancias iridoides amargas; tiene haces bicolaterales. Algunas especies de esta familia forman micorrizas.
Tienen distribución cosmopolita. Hay especies que se cultivan como ornamentales y muchas especies rinden principios amargos usados medicinalmente y en sabores.

## Conservación
Algunas de estas plantas tienen problemas de conservación y están protegidas bajo control estatal.  Por ejemplo, Gentianella uliginosa (gentiana de las dunas), que se encuentra en limitadas áreas de Gales y Escocia, son especies prioritarias bajo el Plan de acción de Biodiversidad del Reino Unido.

## Géneros
| - Adenolisianthus - Anthocleista - Aripuana - Bartonia - Belmontia - Bisgoeppertia - Blackstonia - Calolisianthus - Canscora - Celiantha - Centaurium - Chelonanthus - Chironia - Chorisepalum - Cicendia - Comastoma - Congolanthus - Cotylanthera - Coutoubea - Cracosna - Crawfurdia - Curtia - Deianira - Djaloniella - Enicostema - Eustoma - Exaculum - Exacum - Fagraea - Faroa - Frasera | - Geniostemum - Gentiana - Gentianella - Gentianopsis - Gentianothamnus - Halenia - Helia - Hockinia - Hoppea - Irlbachia - Ixanthus - Jaeschkea - Karina - Lagenanthus - Lapithea - Latouchea - Lehmanniella - Lisianthius - Lomatogoniopsis - Lomatogonium - Macrocarpaea - Megacodon - Microrphium - Monodiella - Neblinantha - Neurotheca - Obolaria - Oreonesion - Ornichia - Orphium - Parajaeschkea | - Phyllocyclus - Potalia - Prepusa - Pterygocalyx - Pycnosphaera - Rogersonanthus - Sabatia - Saccifolium - Schinziella - Schultesia - Sebaea - Senaea - Sipapoantha - Swertia - Symbolanthus - Symphyllophyton - Tachia - Tachiadenus - Tapeinostemon - Tetrapollinia - Tripterospermum - Urogentias - Veratrilla - Voyria - Voyriella - Wurdackanthus - Xestaea - Zonanthus - Zygostigma |

## Sinonimia
- Chironiaceae, Coutoubiaceae, Oboloriaceae, Potaliaceae, Saccifoliaceae, Voyriaceae.[2]